# Classe Hecla
La classe Hecla fu una classe di bombarde britannica del 19° secolo, i cui primi esemplari vennero ordinati durante le guerre napoleoniche.

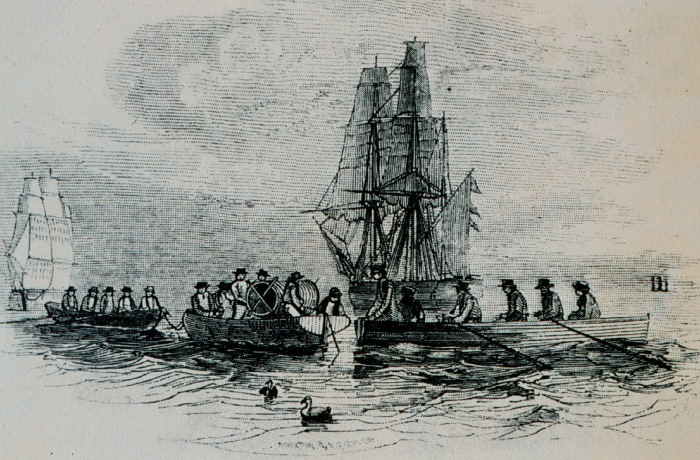
Le navi HMS Erebus e HMS Terror nel 1840.

Fu composta da dodici navi, otto completate e quattro cancellate. Era strutturata con tre alberi da 372 tonnellate e due mortai da 13" e 10", che erano la sua arma principale, oltre a carronate per autodifesa; queste potevano essere usate in modo offensivo, ma vista la loro corta gittata non era quella l'arma principale delle navi della classe. I due mortai vennero rimossi insieme al resto dell'armamento con la trasformazione delle navi in navi idrografiche.

## Navi
- HMS Fury
- HMS Hecla
- HMS Infernal
- HMS Meteor
- HMS Aetna
- HMS Sulphur
- HMS Thunder
- HMS Vesuvius
- HMS Devastation
- HMS Volcano
- HMS Beelzebub
- HMS Erebus

## Storia
Le navi prestarono servizio come bombarde per un tempo limitato poi vennero convertite in navi idrografiche o da esplorazione. La HMS Sulphur fu l'ultima delle bombarde della Royal Navy, in servizio in tale ruolo fino al 1826.
Le due navi usate nella spedizione Franklin, la Erebus e la Terror furono avvistate l'ultima volta nella Baia di Baffin nel mese di agosto del 1845. La scomparsa della spedizione Franklin comportò subito un massiccio sforzo di ricerca in tutta la zona. Il destino degli equipaggi divenne più chiaro quando il medico John Rae della Compagnia della Baia di Hudson  raccolse reperti e testimonianze delle popolazioni Inuit locali nel 1853. In seguito, ulteriori spedizioni fino al 1866 hanno confermato questi rapporti.

## Fiction
Il romanzo Morsa di ghiaccio di Clive Cussler utilizza le vicende della Erebus e della Terror nel corso della trama. L'Erebus appare anche nel romanzo di Dan Simmons del 2007 La scomparsa dell'Erebus (da cui è stata tratta la serie tv The Terror) mentre l'avventura audio del Doctor Who intitolata Terror of the Arctic segue le vicende della Terror.
L'Erebus e la Terror sono state anche menzionate dal Capitano Nemo nel romanzo di Jules Verne Ventimila leghe sotto i mari per mostrare le difficoltà di circumnavigazione del Polo Sud.